# 泰格 (喬治亞州)
泰格（英語：Tiger）是一個位於美國喬治亞州雷本縣的城鎮。

## 地理
泰格的座標為34°50′47″N 83°26′03″W / 34.84639°N 83.43417°W，而該地的平均海拔高度為598米（即1962英尺）。

## 人口
根據2010年美國人口普查的數據，泰格的面積為2.10平方千米，當中陸地面積為2.10平方千米，而水域面積為0.00平方千米。當地共有人口408人，而人口密度為每平方千米194人。